# São Jerônimo
São Jerônimo là một đô thị thuộc bang Rio Grande do Sul, Brasil. Đô thị này có diện tích 937,049 km², dân số năm 2007 là 20566 người, mật độ 21,95 người/km².